# Butterfly McQueen
Butterfly McQueen, nome artístico de Thelma McQueen (Tampa, Flórida, 7 de janeiro de 1911 - Augusta, Geórgia, 22 de dezembro de 1995) foi uma atriz estadunidense.
McQueen começou sua carreira estudando dança com o Grupo da Juventude Negra Venezuela Jones, no Harlem. Por ter sempre detestado seu verdadeiro nome, Thelma, ela adotou o nome artístico de Butterfly (traduzido ao português, Borboleta), depois de ter dançado na cena do balé das borboletas na produção do grupo de Sonho de Uma Noite de Verão (1935).
McQueen apareceu pela primeira vez na Broadway na comédia de sucesso Brother Rat, 1936. George Abbott deu-lhe um papel ainda melhor em outra comédia: What A Life, um papel que ele moldara à personalidade dela. Foi enquanto fazia este espetáculo que ela foi notada por David O. Selznick, produtor do filme Gone with the Wind (br: E o Vento Levou, de 1939), onde ela interpretou Prissy, talvez o papel pelo qual hoje ela seja melhor lembrada. Sua personagem era a criada da protagonista da trama, Scarlett O'Hara, que foi vivida por Vivien Leigh. Depois de ter interpretado Prissy, McQueen ainda viveu várias outras empregadas domésticas em vários outros filmes.
Durante as filmagnes de E o Vento Levou, Butterfly McQueen e Hattie McDaniel (que no filme interpretou Mammy, a babá de Scarlett) eram bastante unidas uma à outra. Anos mais tarde, as duas também trabalhariam juntas no programa de rádio de McDaniel, Beulah.
Em 22 de dezembro de 1995 houve um incêndio na casa de Butterfly McQueen, provocado acidentalmente enquanto ela tentava ativar um aquecedor, utilizando querosene. McQueen, que teve mais de 70% do corpo queimado, não resistiu e morreu. A atriz completaria 85 anos a menos de um mês após o ocorrido.

## Filmografia parcial

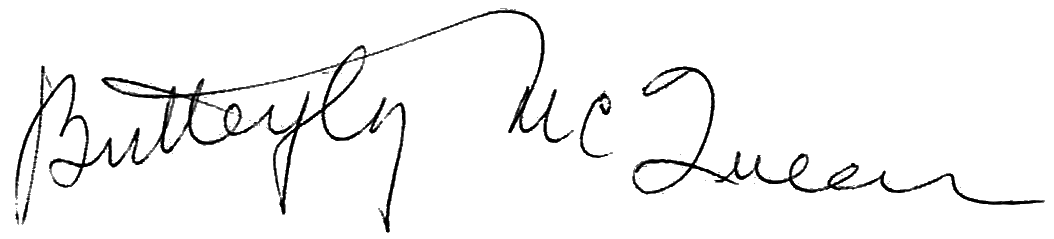
Autógrafo de Butterfly McQueen, datado de 1980.

- The Women (1939)
- Gone with the Wind (1939)
- Affectionately Yours (1941)
- Cabin in the Sky (1943)
- I Dood It (1943)
- Flame of Barbary Coast (1945)
- Mildred Pierce (1945)
- Duel in the Sun (1946)
- Killer Diller (1948)
- The Phynx (1970)
- Amazing Grace (1974)
- The Mosquito Coast (1986)
- Polly (TV) (1989)